# Amebelodon
Amebelodon − rodzaj wymarłych ssaków z rzędu trąbowców, żyjących w Ameryce Północnej około 9 milionów lat temu.

## Gatunki
- Amebelodon britti